# Phragmatiphila
Phragmatiphila là một chi bướm đêm thuộc họ Noctuidae.

## Loài
- Phragmatiphila agrapta Wileman & West, 1929
- Phragmatiphila connexa Bethune-Baker, 1911
- Phragmatiphila hemicelaena Wileman & West, 1929
- Phragmatiphila nexa (Hübner, [1808])